# 赤沙站
赤沙站是广州地铁11號線与12號線的換乘车站，位于中国广东省广州市海珠区赤沙涌以東的新滘东路地底，2024年12月28日随11号线通车而启用，2025年6月29日随12号线东段通车成为换乘车站。
本站與位於附近的赤沙車輛段接軌。

## 车站结构

### 车站楼层
本站共有两层，地面为车站各出入口，周边为新滘東路、赤沙村、珠江科技创新园及其他建筑，地下一层为站厅，地下二层为站台。
| 地下一层 | 站厅                       | 售票機、客服中心、警务室、安检设施 |  |  |
| 地下二层 | 4 站台                     | █12号线 二沙島方向（下站：赤沙北） |  |  |
|          | 岛式站台（卫生间、母婴室） |                                    |  |  |
|          | 2 站台                     | █11号线 内环方向（下站：龙潭）     |  |  |
|          | 1 站台                     | █11号线 外环方向（下站：琶洲）     |  |  |
|          | 岛式站台（卫生间、母婴室） |                                    |  |  |
|          | 3 站台                     | █12号线 大学城南方向（下站：北山） |  |  |

### 站厅

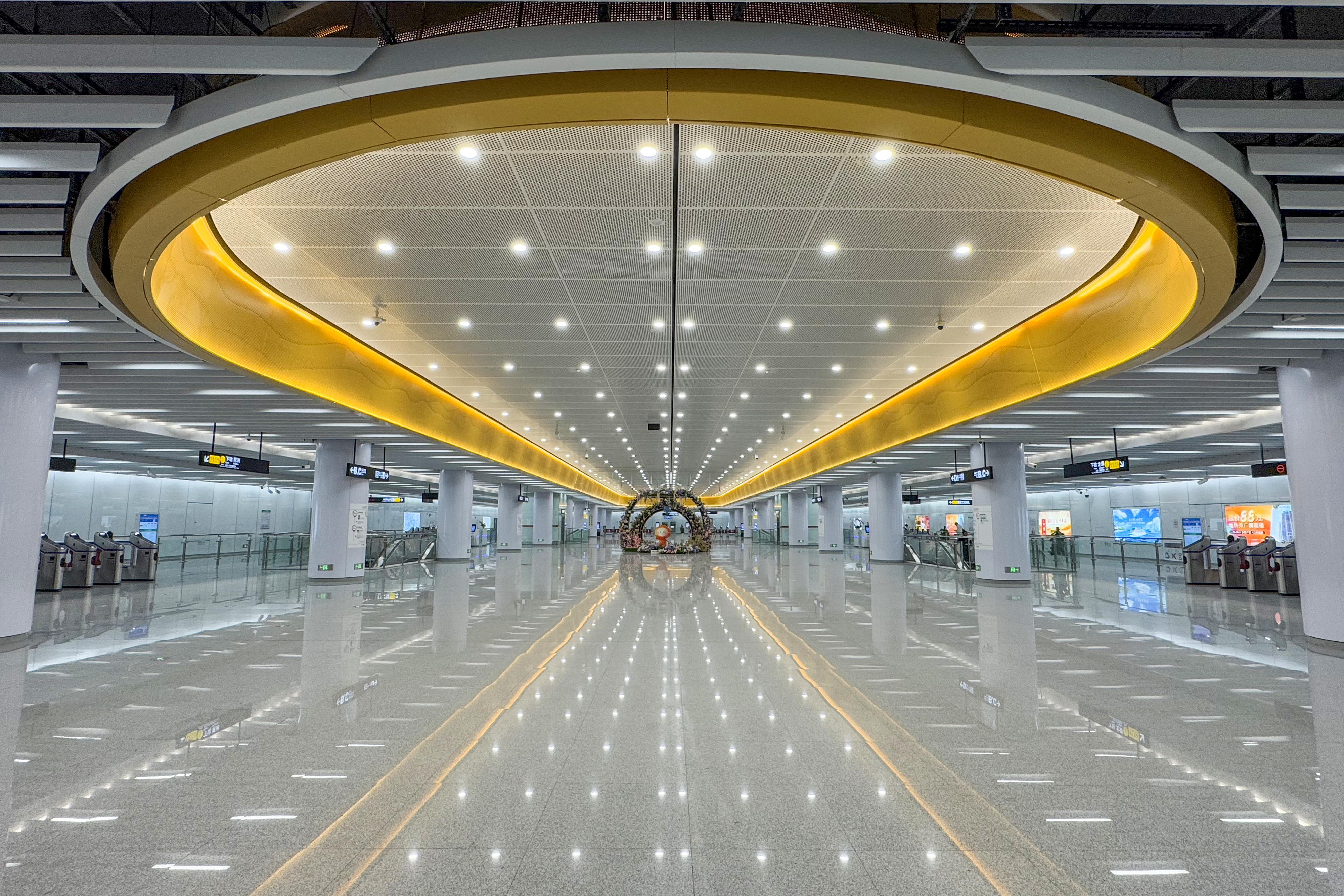
站厅

赤沙站站厅設有自动售票機及智能客服中心。另外，自動體外去顫器设于靠近B和D出入口处之间的非付费区。
为方便行人进出，赤沙站站厅中央被划分为付费区，付费区内各自设有专用电梯、多条扶手电梯及楼梯分别连接不同月台。

### 月台及換乘
本站设有兩个並排的岛式月台，位于新滘東路的地底，由11號線和12號線共用。11號線使用內側的1號和2號月台；12號線使用外側的3號和4號月台。本站也是11号线唯一开右侧门的车站。
本站的两个月台均在其西端设有卫生间及母婴室。
本站為順向跨月台轉車站，乘客可以走到對面月台直接換乘另一列列車前往目的地（例如11號線外環換乘至12號線大學城南方向），或途經站厅換乘另一列列車前往目的地（例如11號線外環方向換乘至12號線二沙岛方向）。

#### 站线配置
本站內側11號線在西端設有一組交叉渡線；兩條正線在交叉渡線以西又各自引出一條側線，作為出入段線，以接入赤沙車輛段。11號線早晚高峰期之后及晚上收車前最後數班内环列車會以本站為終點站，到达本站2號月台后便会清客，然後通过出入段線直接返回赤沙車輛段。同时，出入段線亦設有兩條分別連接12號線正線的單渡線作為聯絡線。

### 出入口
赤沙站目前设有3个带编号出入口，其中D出入口配有专用电梯。此外，车站西南角的一组消防通道在12号线开通时对外开放，以符合消防疏散要求；开通初期均标注为A出入口，后改以“地铁通道”取代。
|                                           |                                                       |      |          |                                                   |
|                                           |                                                       |      |          |                                                   |
| 编号                                      | 设施                                                  | 照片 | 出口指示 | 建议前往的目的地                                  |
| 通道                                      |                                                       |      | 新滘东路 |                                                   |
| B                                         | 盲道标志 · 扶手电梯标志                               |      | 新滘东路 | 公交：赤沙站（东行）                              |
| C                                         | 扶手电梯标志                                          |      | 新滘东路 | 乐天智谷、茉莉数科集团 公交：新滘东路东站（西行） |
| D                                         | 盲道标志 · 升降机标志 · 无障碍通道标志 · 扶手电梯标志 |      | 新滘东路 | 贵荣路、广州龙星行奔驰4S店 公交：赤沙站（西行）   |
| 註： 設有 \| 設有 \| 設有 \| 設有扶手電梯 |                                                       |      |          |                                                   |

## 接驳交通
赤沙站旁设有赤沙和新滘东路东公交车站。
| 公交线路 \| 编号 \| 编号 \| 线路 \| 线路 \| 线路 \| 收费 \| 备注 \| \| ---- \| ---------- \| ------------------ \| ---- \| -------------------- \| ---- \| --------------------------------- \| \| \| 250 \| 石榴岗 \| ⇆ \| 中山八路 \| 3元 \| 经宝岗大道、新港西路 \| \| \| 264 \| 仑头 \| ⇆ \| 广仁路 \| 2元 \| \| \| \| 264A \| 仑头 \| ⇆ \| 珠影（地铁客村站） \| 2元 \| \| \| \| 761 \| 侨诚花园 \| ⇆ \| 赤沙（广东财经大学） \| 2元 \| \| \| \| 762 \| 海珠客运站 \| ⇆ \| 黄埔古村 \| 2元 \| \| \| \| 764 \| 瀛洲生态公园 \| ⇆ \| 天坤三路 \| 3元 \| \| \| \| 801 \| 大学城（科学中心） \| ⇆ \| 体育中心 \| 3元 \| \| \| \| 夜33 \| 石榴岗 \| ⇆ \| 中山八路 \| 4元 \| 经江南大道、东晓南路 82路附属线路 \| \| \| 高峰快线74 \| 珠影（地铁客村站） \| ⇆ \| 螺旋四路东 \| 2元 \| 252路附属线路 \| |            |                    |      |                      |      |                                   |
| 编号 | 编号       | 线路               | 线路 | 线路                 | 收费 | 备注                              |
| | 250        | 石榴岗             | ⇆    | 中山八路             | 3元  | 经宝岗大道、新港西路              |
| | 264        | 仑头               | ⇆    | 广仁路               | 2元  |                                   |
| | 264A       | 仑头               | ⇆    | 珠影（地铁客村站）   | 2元  |                                   |
| | 761        | 侨诚花园           | ⇆    | 赤沙（广东财经大学） | 2元  |                                   |
| | 762        | 海珠客运站         | ⇆    | 黄埔古村             | 2元  |                                   |
| | 764        | 瀛洲生态公园       | ⇆    | 天坤三路             | 3元  |                                   |
| | 801        | 大学城（科学中心） | ⇆    | 体育中心             | 3元  |                                   |
| | 夜33       | 石榴岗             | ⇆    | 中山八路             | 4元  | 经江南大道、东晓南路 82路附属线路 |
| | 高峰快线74 | 珠影（地铁客村站） | ⇆    | 螺旋四路东           | 2元  | 252路附属线路                     |

## 历史

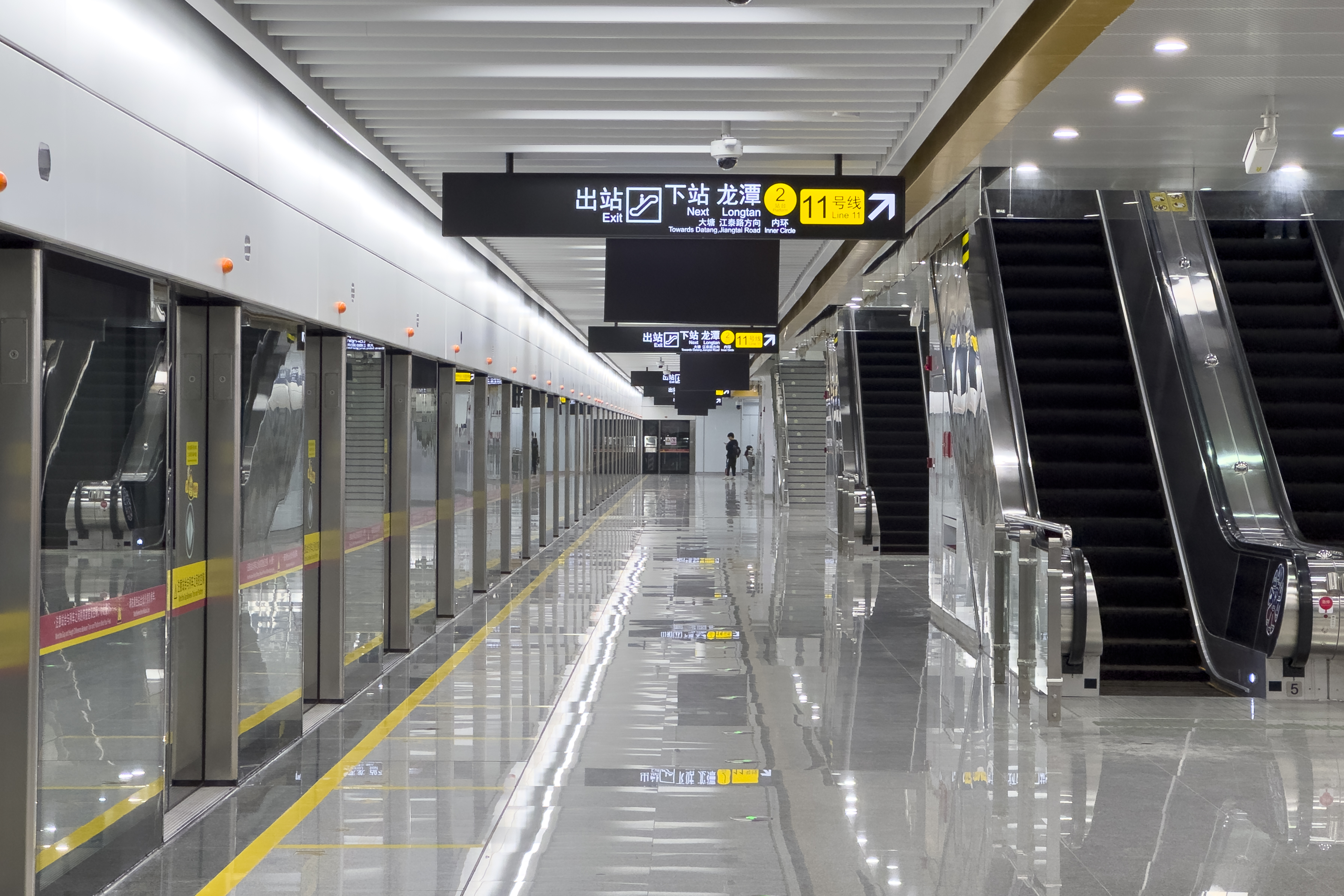
车站启用初期，尚未启用的12号线站台

本站最初出现于2009年的11号线“特大環線”方案，时名赤沙站。该方案随后获得采纳，本站后以赤沙滘站名义开始建设。不过2023年6月，广州地铁集团公示11号线车站初定名称，本站名称拟恢复赤沙站；2024年5月获批为正式站名。
2024年7月30日，车站完成“三权”移交；12月28日12时，车站随11号线开通而启用。
2025年6月29日，车站12号线部分启用，本站成为换乘车站。